# Zénith d'Orléans
Le Zénith d'Orléans est une salle de spectacle française située à Orléans dans le département du Loiret en région Centre-Val de Loire.
Il s'agit de l'une des dix-sept salles de type Zénith construite en France.

## Géographie
Le Zénith est situé sur le territoire de la commune d'Orléans (Loiret), sur le site des Montées à proximité du carrefour de Verdun sur la route départementale 2020. Il est contigu au parc des expositions et des congrès d'Orléans.

## Description

Le Zénith d'Orléans

La salle est construite par l'atelier d'architecture Chaix et Morel, également auteurs des plans des Zéniths de Paris et de Montpellier. Le logotype est réalisé par le graphiste orléanais Jean-Samuel Roux.
Il comprend une grande salle qui peut contenir jusqu'à 5 000 places en configuration assise ou 6 900 places avec une fosse debout.
Il est inauguré le 26 septembre 1996 par Manu Dibango et le brass band orléanais Sax Avenue pour un concert gratuit. Le chanteur franco-arménien Charles Aznavour y donne le premier concert payant le 3 octobre 1996. Le groupe britannique The Cure s'y produit le 14 octobre 1996 lors du Swing Tour.
À la mi-2006, 433 spectacles y avaient été données, accueillant près de 1 250 000 personnes.
L'équipe de basket-ball Orléans Loiret Basket s'y produit pour les grands matchs du championnat de France de Pro A et d'Euroligue.
Le 6 décembre 2014, la salle accueille l’élection de la cérémonie Miss France 2015 remportée par Camille Cerf, Miss Nord-Pas-de-Calais.
Dans le cadre de la construction du CO'Met (complexe regroupant un palais des congrès et une salle de sport dédiée à l'équipe Orléans Loiret Basket et pouvant accueillir 10 000 spectateurs) à proximité immédiate, le Zénith est rénové avec la modernisation des assises et la réfection des loges.

## Accès
Le Zénith est accessible en voiture par la départementale 2020 (Avenue de Sologne) et l'avenue de Verdun.
Le Zénith est desservi par plusieurs lignes de bus et par la ligne A du tramway d'Orléans à la station Zénith. Un parc relais se trouve à proximité de l'enceinte.